# New Augusta
New Augusta är administrativ huvudort i Perry County i delstaten Mississippi. Enligt 2020 års folkräkning hade New Augusta 554 invånare.